# Gebke (Meschede)
Die Gebke ist ein 7,6 km langer, orografisch rechter bzw. nördlicher Nebenfluss der Ruhr im nordrhein-westfälischen Hochsauerlandkreis, Deutschland.

## Geographie
Der Bach entspringt etwa 2,2 km nordöstlich von Eversberg im Arnsberger Wald auf einer Höhe von 523 m ü. NN als Wallmecke. Überwiegend nach Südwesten abfließend wechselt der Bach nach 2,9 km Flussstrecke mit der Mündung der Aschholterbecke den Namen und wird nun Kohlweder Bach genannt. Diesen Namen trägt der Bach 1,4 km bis zur Mündung der Kleinen Steinmecke, ab der er nun Gebke genannt wird. Wenig später erreicht der Bach das Stadtgebiet von Meschede, wo der Bach auf 256 m ü. NN in die Ruhr mündet. 
Die Gebke überwindet auf 7,6 km Flussstrecke einen Höhenunterschied von 267 m, was einem mittleren Sohlgefälle von 35,1 ‰ entspricht. Der Bach entwässert ein 13,755 km² großes Einzugsgebiet über Ruhr und Rhein zur Nordsee.

## Bilder

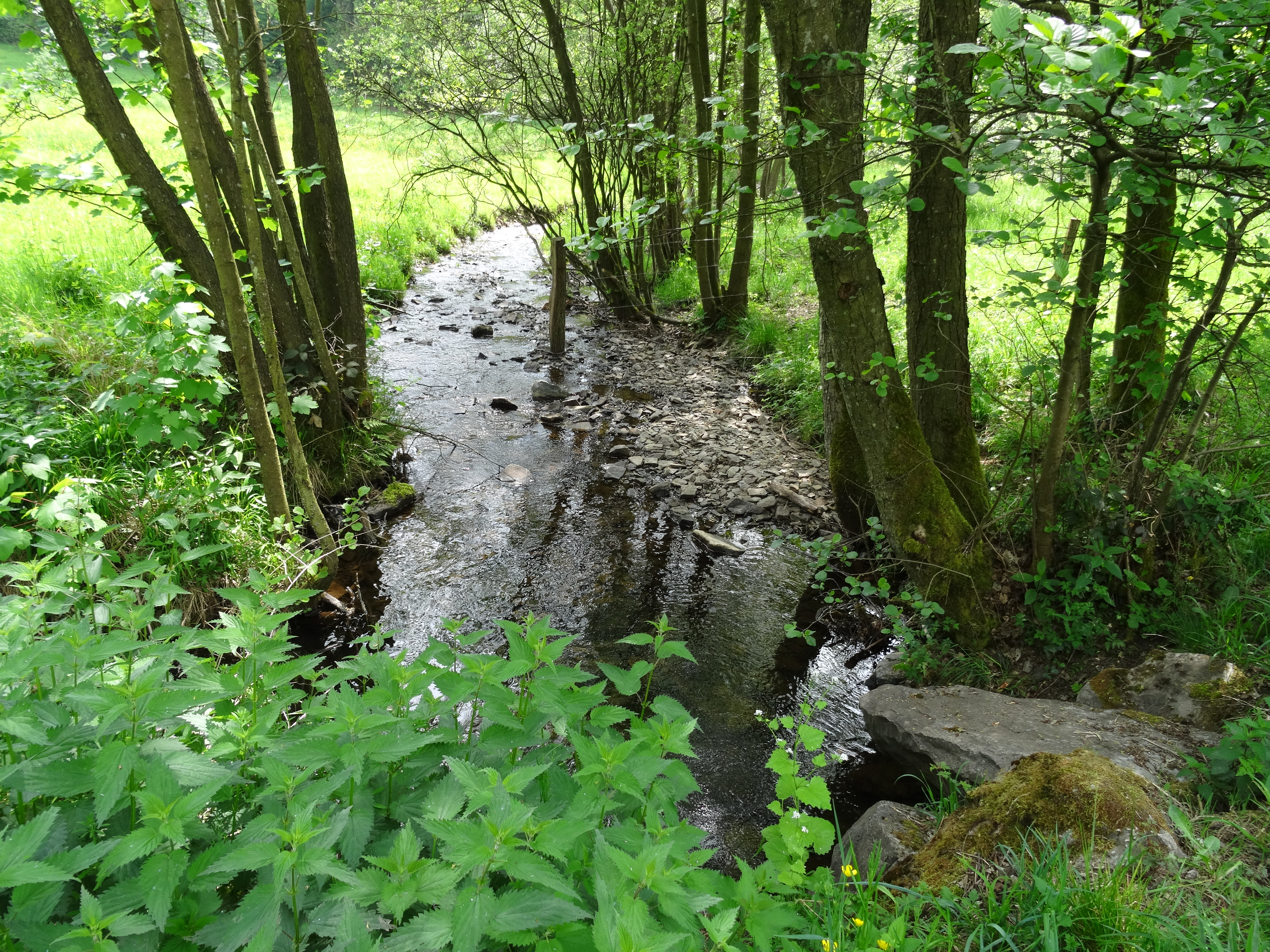
Die Wallmecke
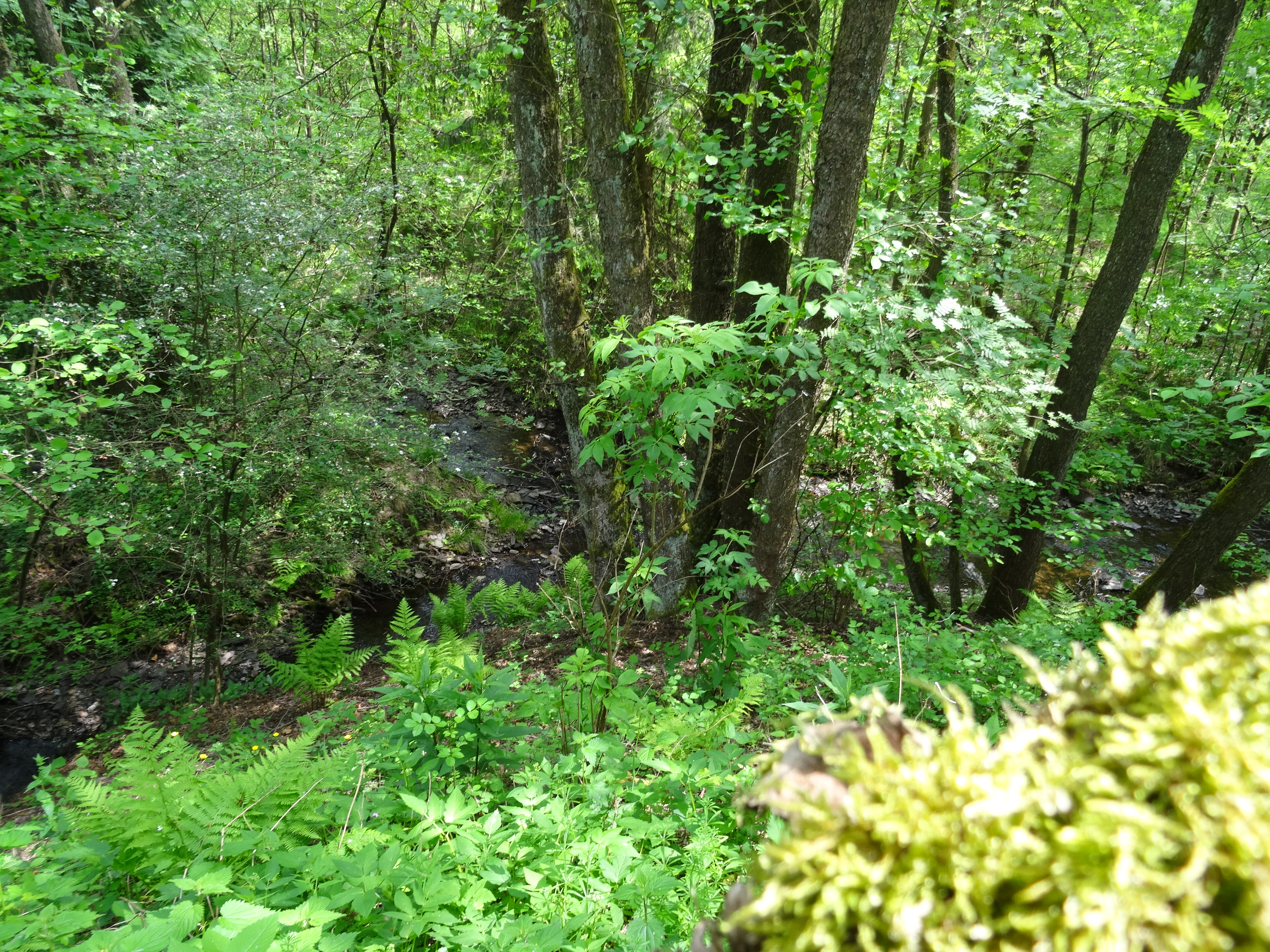
Mündung der Aschholter Becke in die Wallmecke
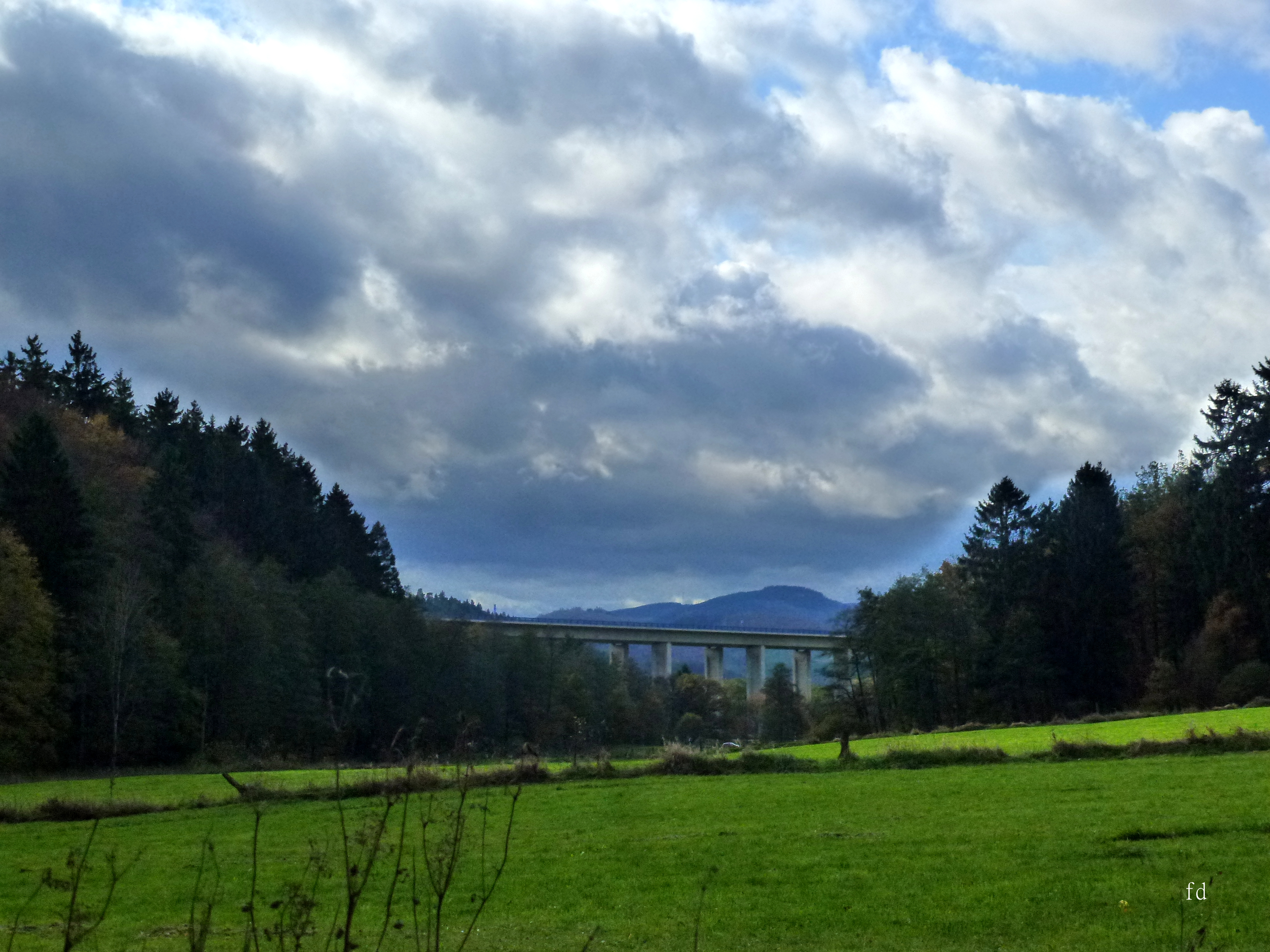
Das Kohlwederbachtal
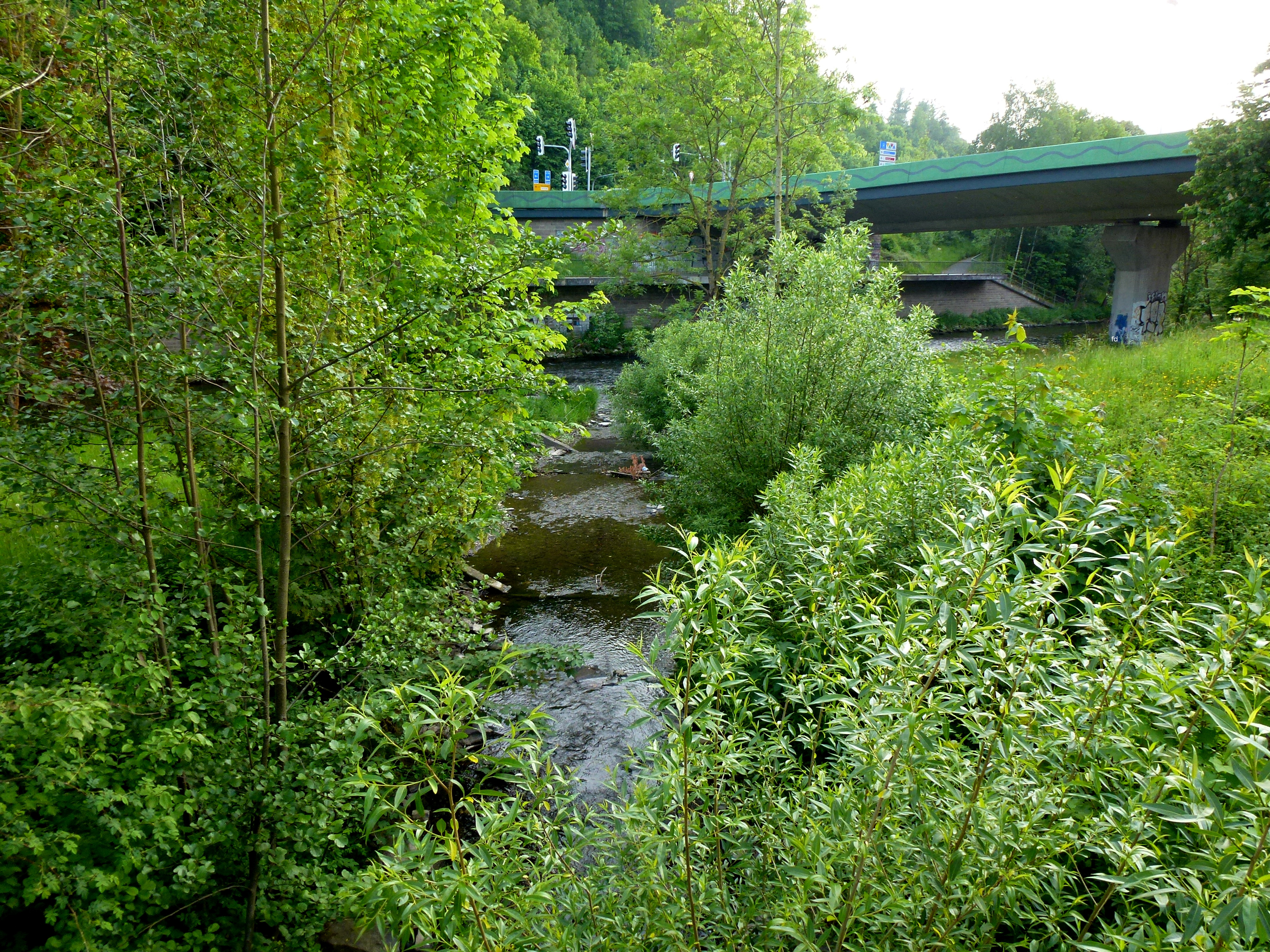
Mündung der Gebke in die Ruhr